# Shaw Massif
Shaw Massif är en bergskedja i Antarktis. Den ligger i Östantarktis. Australien gör anspråk på området.